# كريستوف مارانينشي
كريستوف مارانينشي (17 فبراير 1983 بتولون في فرنسا - ) (بالفرنسية: Christophe Maraninchi)‏ هو لاعب كرة قدم فرنسي في مركز الوسط. لعب مع نادي أوكسير ونادي تولون ونادي جازيليك أجاكسيو ونادي نانت ونادي نوشاتل زاماكس ونادي هييريه.

## روابط خارجية
- كريستوف مارانينشي على موقع قاعدة بيانات كرة القدم.إي يو (الإنجليزية)
- كريستوف مارانينشي على موقع عالم كرة القدم.نت (الإنجليزية)